# Melipotis surrepens
Melipotis surrepens là một loài bướm đêm trong họ Erebidae.